# 铁西区 (鞍山市)
铁西区是辽宁省鞍山市下辖的一个市辖区。因位于沈大铁路以西而得名。

## 行政区划
铁西区下辖9个街道办事处：
繁荣街道、八家子街道、共和街道、永乐街道、南华街道、大陆街道、永发街道、宁远街道和达道湾街道。

## 人口
根據第七次人口普查數據，截至2020年11月1日零時，鐵西區常住人口為309397人。

## 政治
区长：丁坤斌
副区长：罗卫国、吴玉晗、王岩、黄海员、刘强